# Wizards of the Coast
Wizards of the Coast (często nazywana WotC lub Wizards) – przedsiębiorstwo wydawnicze założone w 1990 roku przez Petera D. Adkisona. Przejęte przez Hasbro Inc. we wrześniu 1999.
Sukces przyniosła przedsiębiorstwu gra karciana Magic: The Gathering. Obecnie przedsiębiorstwo wydaje gry karciane oraz gry fabularne oparte na mechanice d20.

## Gry figurkowe
- Axis & Allies Miniatures
- Dreamblade
- Dungeons & Dragons Miniatures Game
- Star Wars Miniatures